# Вторгнення динозавра
Вторгнення динозавра (кор. 괴물, Gwoemul) — південнокорейський науково-фантастичний фільм жахів 2006 року, знятий Пон Чжун Хо.

## Про фільм
Під час утилізації формальдегіду з американської військової бази в річку Хан виливається величезна кількість токсичних речовин. Через деякий час у річці заводиться страшне чудовисько.
Є багато охочих посидіти в Сеулі влітку на березі річки, та й торгівля там йде жваво. У власника кіоску з пивом і закусками двоє синів і дочка — відома на всю країну медалістка зі стрільби з лука. А ще він безмежно опікується єдиною онучкою Хен-со.
Річкове чудовисько одного дня вилізло і прихопило Хен-со з собою та проковтнуло. Родина робить усе можливе, щоб знайти її і врятувати.

## Знімались
| Актор        | Роль           |
| ------------ | -------------- |
| Сон Кан Хо   | Пак Кан Ду     |
| Бюн Хі Бон   | Пак Хі Бон     |
| Пак Хе Іль   | Пак Нам Іль    |
| Пе Ду На     | Пак Нам Йо     |
| Ко Асон      | Пак Гун Сео    |
| О Дал Су     | монстр         |
| Юн Дже Мун   | Безхатченко    |
| Їм Піл Сон   | Товстун Гевара |
| Кім Рой-ха   | Газмат         |
| Парк Но-сік  | офіцер         |
| Скотт Вілсон | Дуглас         |